# Atlassian
Atlassian Corporation Plc er en australsk multinational softwarevirksomhed, der udvikler produkter til softwareudvikling, projektstyring og andre softwareteams. Virksomheden er registreret i Storbritannien, har hovedkvarter i Sydney og amerikansk hovedkvarter i San Francisco.
Mike Cannon-Brookes og Scott Farquhar stiftede Atlassian i 2002.